# Dsud

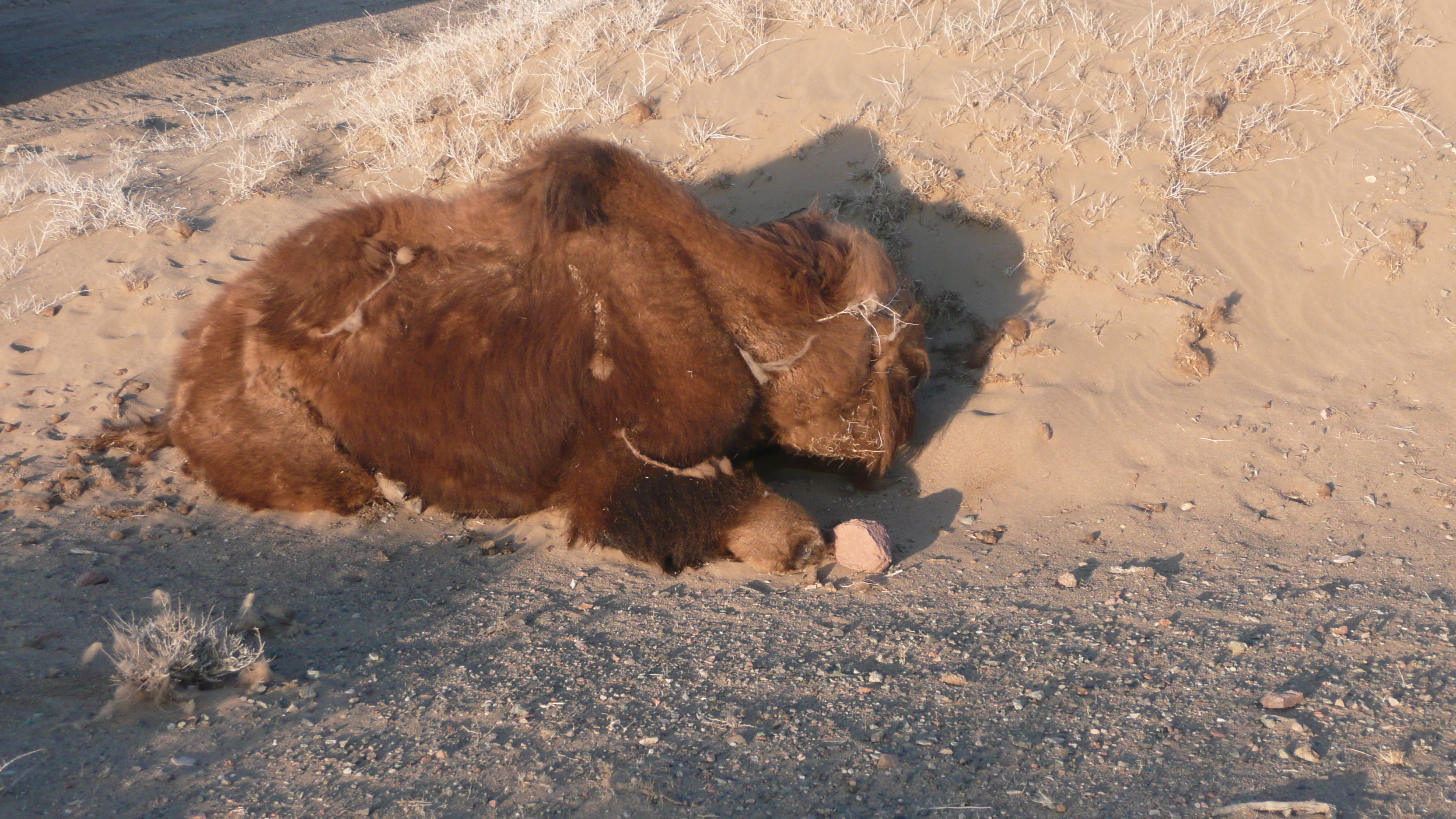
Totes Kamel während des Dsud-Winters 2010 in der Süd-Gobi

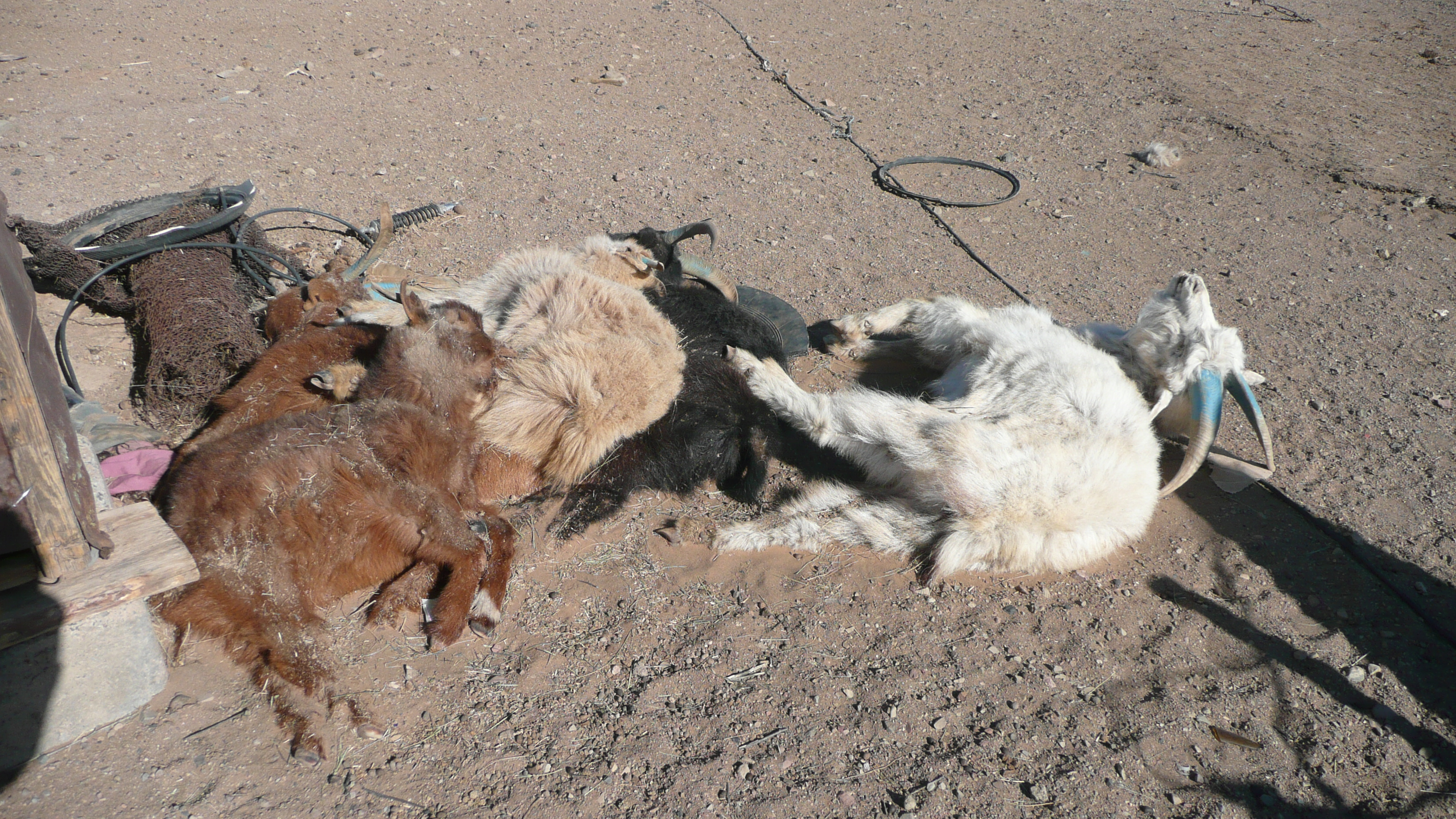
Tote Ziegen einer Nomaden-Familie in der Süd-Gobi

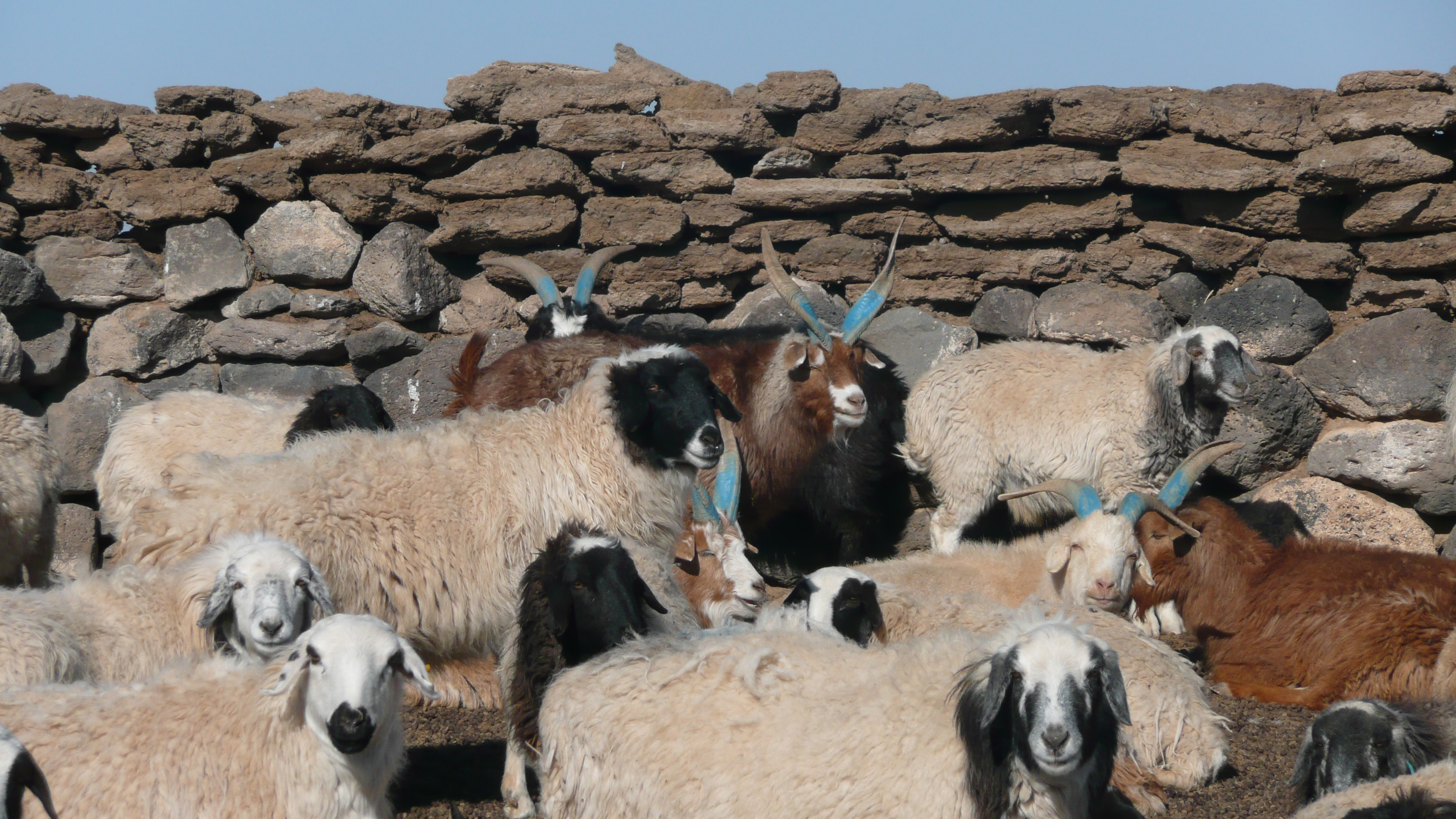
Schutzmauer „Churdschun“ in der Süd-Gobi

Dsud (mongolisch Зуд) ist eine mongolische Bezeichnung für extreme meteorologische Bedingungen insbesondere im Winter. Eine große Zahl von Tieren stirbt dann aufgrund von Hunger oder Kälte.

## Arten
Die Einheimischen unterscheiden zwischen Schwarzen, Weißen und Eisigen Dsuds: Der Schwarze Dsud (хар зуд, char dsud) ist geprägt von karger Nahrung im Sommer und einem kalten Winter, in dem viele Tiere an Hunger sterben. Der Weiße Dsud (цагаан зуд, tsagaan dsud) zeichnet sich durch sehr starken Schneefall aus, der es dem Vieh unmöglich macht, sich von dem sonst zugänglichen gefrorenen Gras zu ernähren, so dass es ebenfalls verhungert. Der Eis-Dsud (мөсөн зуд, mösön dsud), seltener auch Eiserner Dsud (төмөр зуд, tömör dsud) genannt, wird durch Regen herbeigeführt, der am Boden friert, das Land mit Eis überzieht und so die Tiere daran hindert, sich von Gras und Kräutern zu ernähren. Als Viertes gibt es noch den Sturm-Dsud (шуурган зуд, schuurgan dsud).

## Verläufe
Laut Rotem Kreuz kam es in der Vergangenheit in der Regel alle 10 bis 12 Jahre zu einem Dsud, aufgrund des weltweiten Klimawandels verkürzten sich die Abstände zwischen den Wetterextremen allerdings immer weiter. Im Winter 2016/2017 z. B. wurde die Mongolei zum zweiten Mal in Folge von einem Dsud heimgesucht.
Dabei ist es nicht ungewöhnlich, dass in einem einzigen Winter über eine Million Stück Vieh sterben, im Winter 1944 z. B. gingen fast sieben Mio. Stück Vieh verloren. In den Jahren 1999/2000, 2000/2001 und 2001/2002 war die Mongolei von drei Dsuds hintereinander betroffen, bei denen insgesamt 11 Millionen Tiere starben.
Von Ende 2009 bis Anfang 2010 wurden 80 % des Territoriums des Landes von einer Schneedecke von 20–60 Zentimeter bedeckt und 198 Landkreise („Sums“) von 19 Aimags wurden von einem harten „Weißen Dsud“ geplagt. Im Uws-Aimag dauerte die extreme Kälte (Temperatur in der Nacht von −40 bis −47 °C) fast 50 Tage. Das Ministerium für Ernährung, Landwirtschaft und Leichtindustrie berichtete, dass 2.127.393 Stück Vieh bis zum 9. Februar 2010 starben (188.270 Pferde, Rinder und Kamele sowie 1.939.123 Schafe und Ziegen). Das Landwirtschaftsministerium prognostizierte, dass die Verluste an Nutztieren bis zum Ende des Winters auf 4 Millionen steigen könnten.
Dabei wird angenommen, dass von Dezember 2009 bis März 2010 insgesamt 4,5 Mio. Tiere verendeten, das waren ca. 10 % des gesamten Viehbestands.
Bei einem Dsud Anfang 2018 verendeten rund 700.000 Nutztiere. Bei einem Dsud im Winter 2023/2024 verendeten 4,7 Millionen Herdentiere. Die Temperaturen fielen teils deutlich unter −30 °C.

## Schutzmethoden
Einige traditionelle Methoden, um die Tiere vor solch ungünstigen Witterungsbedingungen zu schützen, sind die Trocknung und Lagerung von geschnittenem Gras in den Sommermonaten (entsprechend der europäischen Heuernte), sowie das Sammeln von Schaf- und Ziegen-Mist, um getrocknete brennbare Blöcke herzustellen, die man „Churdschun“ nennt. Getrocknetes Gras kann an die Tiere verfüttert werden, um einen Hungertod zu verhindern, wenn Dsud auftritt. Der „Churdschun“ oder die Blöcke aus Schaf- bzw. Ziegen-Mist werden zu einer Wand aufgestapelt, die die Tiere vor dem Wind schützt und warm hält, um den harten Bedingungen standzuhalten. Diese Blöcke können auch als Heizmaterial im Winter verbrannt werden. Diese Methoden werden bis heute im westlichsten Teil der Mongolei angewandt, sowie an Orten, die früher Teil der Dsungarei waren.